# Twisters
Twisters è un film del 2024 diretto da Lee Isaac Chung.
La pellicola è il sequel stand-alone del film Twister (1996).

## Trama
Kate Carter lavora in Oklahoma con i suoi amici cacciatori di tempeste Javi, Addy, Praveen e il suo ragazzo, Jeb. Assieme a un doppler Dorothy V, il team lancia barili contenenti una soluzione di poliacrilato di sodio in un tornado nella speranza di ridurne l'intensità e garantire finanziamenti per ulteriori ricerche. Tuttavia, il gruppo viene colto alla sprovvista quando l'intensità del tornado raggiunge il livello EF5. Nel caos Addy, Praveen e Jeb rimangono uccisi, mentre Kate e Javi sopravvivono.
Cinque anni dopo, Kate lavora in un ufficio della NOAA a New York City. Javi, che lavora per la società di radar mobili per tornado Storm Par, offre a Kate un posto di una settimana con il suo team per testare un nuovo sistema di scansione tridimensionale dei tornado utilizzando un radar a fase. Kate accetta solo dopo che Javi le ha inviato un report giornalistico su un tornado che ha distrutto una città; Kate si unisce quindi al team Storm Par in Oklahoma, che include il socio in affari di Javi, Scott. Anche il famoso cacciatore di tempeste di YouTube Tyler Owens, noto come "Il Domatore di Tornado", arriva in Oklahoma cercando di trarre vantaggio dalle tempeste di tornado, affiancato dalla sua troupe composta da Boone, Dani, Dexter e Lily, oltre al giornalista inglese Ben.
Il team Storm Par e la troupe di Tyler inseguono un tornado EF1 che si è scatenato in un vicino parco eolico, ma Kate ha un attacco di panico, che le impedisce di aiutare Javi a piazzare l'ultimo scanner, spingendola a fuggire. Il team riesce in seguito a lanciare con successo il sistema di scansione su un successivo tornado di potenza EF3 che si divide momentaneamente in due, ma forti venti fanno saltare il terzo scanner. Kate e Javi riescono a malapena a scappare e si recano nella vicina città di Crystal Springs, devastata dal tornado, per aiutare nelle operazioni di recupero, insieme alla troupe di Tyler. Dopo aver liquidato Tyler e la sua squadra come semplici cacciatori di gloria, Kate scopre con sorpresa che usano i profitti del loro merchandise per aiutare le vittime dei tornado, mentre l'investitore di Storm Par, Marshall Riggs, approfitta delle devastazioni acquistando i terreni danneggiati.
Tyler invita Kate a un vicino rodeo a Stillwater, dove iniziano a legare. Quando un grande tornado di scala EF4 si abbatte sulla cittadina, si rifugiano nella piscina vuota di un motel. In seguito, Kate e Javi litigano sulle intenzioni di Riggs, cosa che spinge Javi ad incolpare Kate per la morte dei loro amici. Sconvolta, Kate si ritira nella fattoria di sua madre a Sapulpa, in Oklahoma. Tyler in seguito la raggiunge e scopre le precedenti ricerche di Kate riguardo all'esperimento sull'interruzione del tornado. Kate inizialmente rifiuta l'offerta di Tyler di aiutarla a ritentare l'esperimento, ma alla fine accetta. Il giorno successivo, rilasciano la soluzione in un tornado EF1 di passaggio, ma non riescono a dissiparlo. Utilizzando alcuni dati di scansione forniti da un pentito Javi, Kate ipotizza un cambiamento nell'esperimento aggiungendo lo ioduro d'argento al tornado per aumentare la pioggia e facilitare l'assorbimento del poliacrilato di sodio.
La squadra segue un altro tornado che si sta sviluppando vicino alla cittadina di El Reno. Il camion di Javi e Scott quasi si ribalta, ma scappano proprio mentre il tornado prende fuoco dopo aver colpito una raffineria di petrolio, prima di intensificarsi fino a diventare uno di intensità EF5 e dirigersi a El Reno. Javi tenta di andare a El Reno per aiutare gli sforzi di recupero, ma Scott lo spinge a continuare la loro missione per Riggs; alla fine Javi abbandona Scott per strada e lascia Storm Par.
Kate, Tyler e la loro squadra evacuano i cittadini in rifugi e scantinati; Tyler resta intrappolato sotto un tram deragliato, ma Javi arriva e lui e Kate lo salvano. La troupe e i cittadini si nascondono in un cinema vicino, mentre Kate guida il camion di Tyler nel centro del tornado. Dopo alcune difficoltà tecniche con i comandi, lancia la soluzione nel tornado, ma il veicolo si ribalta. Il tornado squarcia il teatro, quasi trascinando fuori Lily e Tyler, ma la soluzione ha infine effetto, indebolendo il tornado. La squadra salva Kate e festeggia mentre il tornado si dissipa.
Qualche tempo dopo, Javi accompagna Kate all'aeroporto Will Rogers World e promette ulteriori ricerche sul loro esperimento riuscito. Mentre Kate si dirige verso il suo aereo per New York, ripete lo slogan di Tyler, "Se lo senti, inseguilo", prima che questi decida di seguirla e riconciliarsi con lei. Quando un assistente vocale annuncia che forti venti hanno ritardato i voli, i due partono rapidamente per inseguire la tempesta. Un montaggio conclusivo mostra che Kate, Javi e Tyler si sono uniti in una nuova attività e che Ben ha pubblicato un articolo con Kate come protagonista invece che Tyler.

## Produzione
Nel giugno 2020 è stato annunciato che la Universal Pictures avrebbe distribuito un sequel di Twister potenzialmente diretto da Joseph Kosinski. Nell'ottobre 2022 è stato confermato che Mark L. Smith stava scrivendo la sceneggiatura e due mesi dopo è stato confermato che Lee Isaac Chung avrebbe diretto il film.
Nel marzo 2023 Daisy Edgar-Jones si è unita al cast nel ruolo della protagonista e nei due mesi successivi è stata confermata la presenza nel cast di Glen Powell, Anthony Ramos, Brandon Perea, Daryl McCormack, Maura Tierney, Sasha Lane, Kiernan Shipka e David Corenswet.
Le riprese principali sono iniziate ad Oklahoma City nel maggio 2023 e, dopo una lunga sospensione causata dallo sciopero SAG-AFTRA, sono riprese a novembre e si sono concluse il mese successivo.

## Promozione
Il primo trailer del film è stato diffuso l'11 febbraio 2024 durante il Super Bowl LVIII.

## Distribuzione
La distribuzione nelle sale italiane è avvenuta il 17 luglio 2024 distribuito dalla Warner Bros., e in quelle nordamericane il 19 luglio distribuito dalla Universal Pictures.

### Edizione italiana
L'edizione italiana del film è stata curata dalla Warner Bros. Italia con la direzione del doppiaggio da parte di Alessio Puccio e l'adattamento dei dialoghi da parte di Marco Liguori, entrambi assistiti da Alessandro Benati. Il doppiaggio italiano e la sonorizzazione della pellicola, invece, sono stati eseguiti dalla CDC Sefit Group.

## Accoglienza

### Incassi
Il film ha incassato 267762265 $ in Nordamerica e 104500000 $ nel resto del mondo, per un totale di 372262265 $. In Italia ha incassato 1479376 € con 201393 presenze.

### Critica
Il film è stato accolto in maniera generalmente positiva dalla critica. Sull'aggregatore di recensioni Rotten Tomatoes ha ottenuto il 75% dei giudizi professionali positivi, con un voto medio di 6.7 su 10 basato su 392 recensioni, mentre su Metacritic ha un punteggio di 65 su 100 basato su 57 recensioni.
Emanuele Di Porto su Sentieri Selvaggi valuta il film 3.5 stelle su e 5 e scrive che il film è "Un requel a tutti gli effetti e lo schema della trama non si distacca molto dal prototipo di de Bont. Ma qualche sfumatura poetica del midwest lo porta un po’ oltre il terreno del blockbuster ludico".

## Sequel
Nel luglio 2024, Chung ha espresso interesse a sviluppare un sequel. Allo stesso modo, il cast principale sperava di esplorare ulteriormente le storie dei personaggi principali, con Ramos che affermava che la sceneggiatura lasciava intenzionalmente la loro storia incompiuta.